# Lioli FC
El Lioli Football Club és un club de futbol de Lesotho de la ciutat de Teyateyaneng.

## Referències

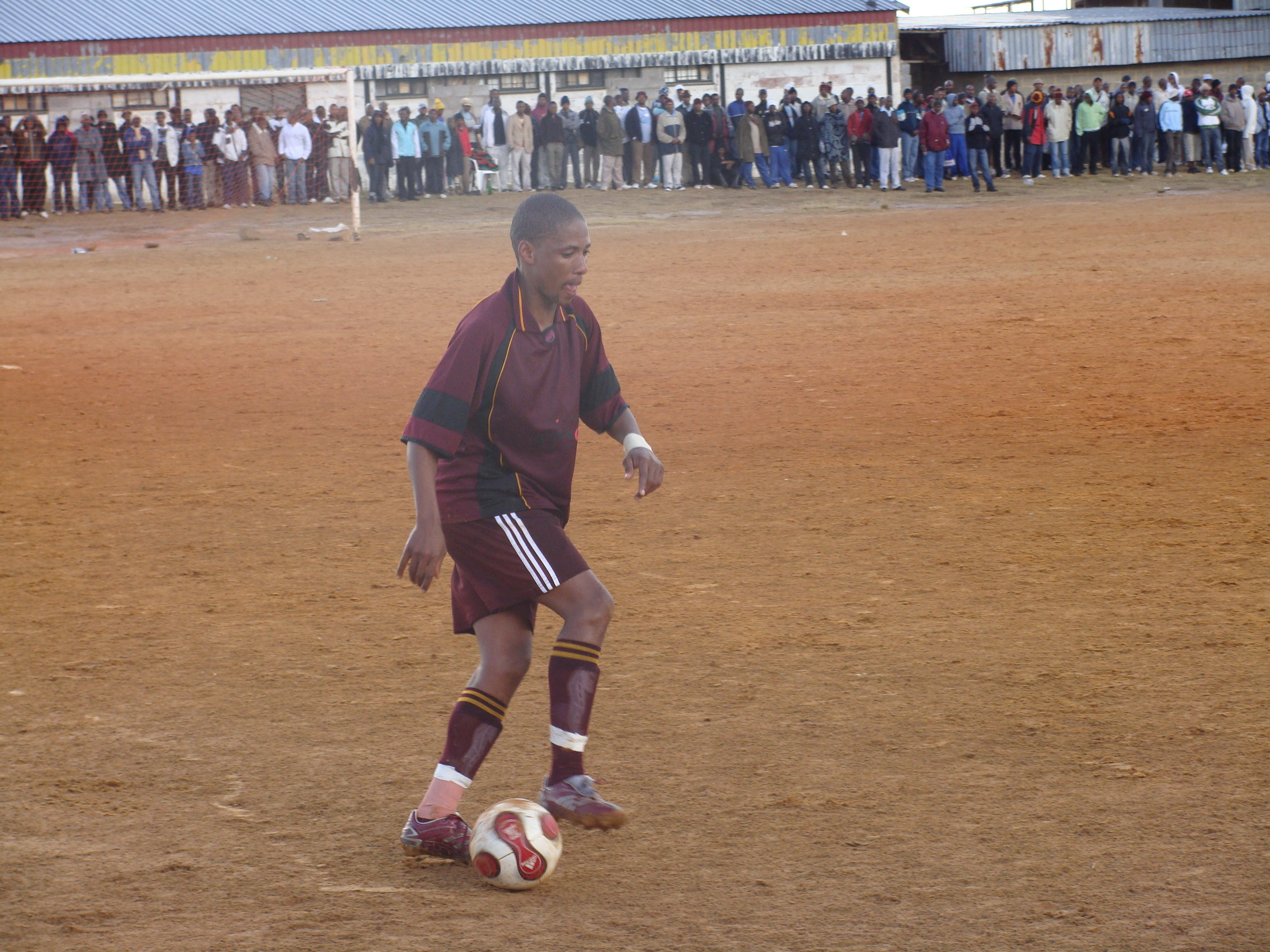
Imatge del club.

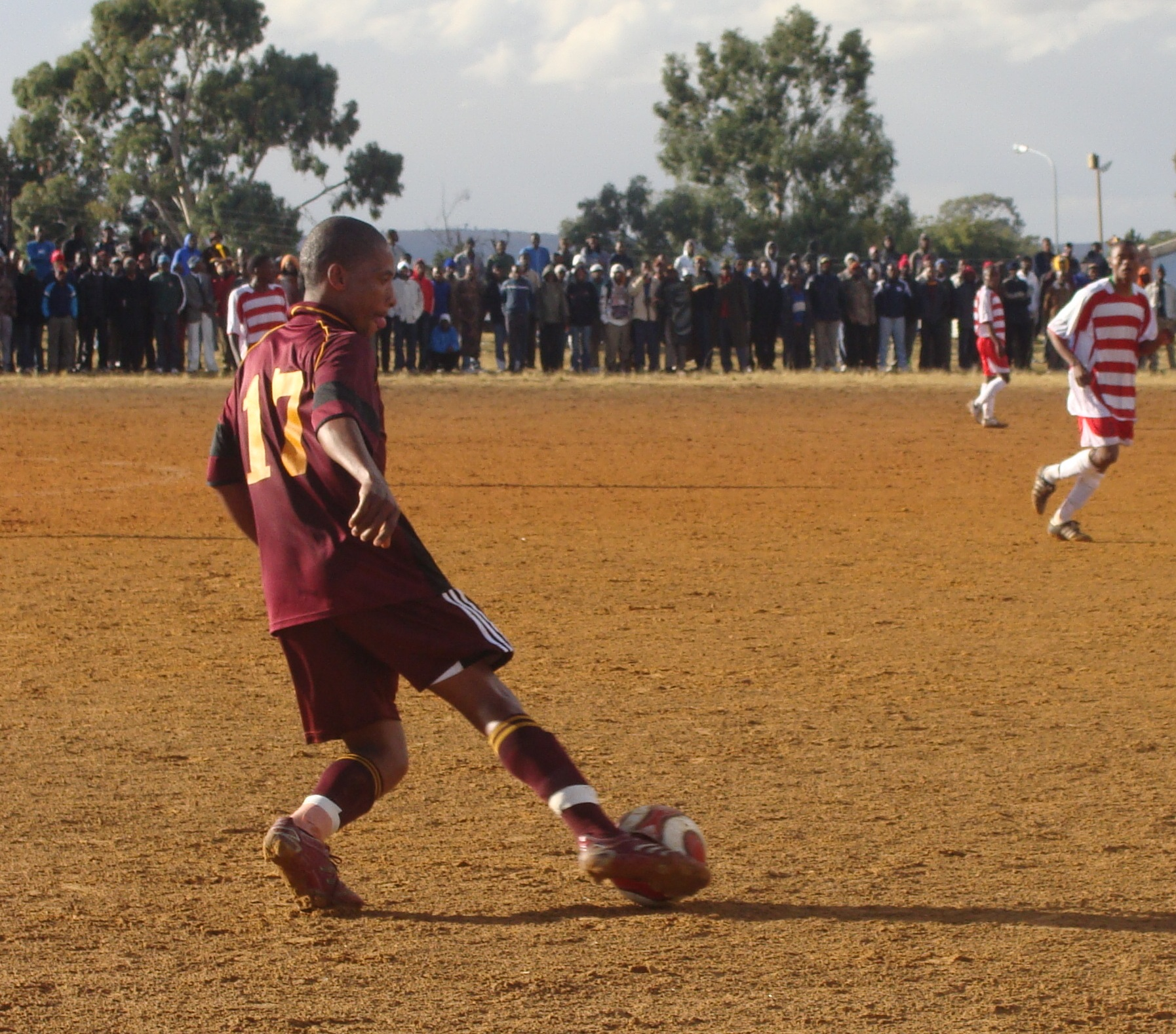
Imatge del club.

## Palmarès
- Lliga de Lesotho de futbol:[2]

1985, 2009, 2013, 2015, 2016, 2024, 2025
- Copa de Lesotho de futbol:[3]

1984, 2007, 2010, 2014, 2016